# Sandro Solari
Sandro Solari Donaggio (1973) es un ingeniero civil y empresario chileno, exgerente general corporativo de Falabella. 

## Biografía
Nació como el segundo hijo de los tres que tuvo el matrimonio conformado por el empresario Reinaldo Solari Magnasco y Vicenta (Vinka) Clara Teresa Donaggio Marchesiello, ambos de antepasados italianos. 
Se formó en The Grange School, en la capital, y luego en la Universidad Católica de Chile, casa de estudios donde alcanzó el título de ingeniero civil industrial químico.
Inició su vida laboral como vendedor de zapatos en un céntrico local de Falabella, empresa ligada a su familia. Ejerció luego otras labores en la misma firma, como la de jefe de departamento, encargado de compras de algunas líneas de productos, jefe de presupuesto de compras y director de estudios.
En 1998 se trasladó a Cambridge, Estados Unidos, con el fin de cursar un Maestría en Administración de Negocios (MBA) en la Sloan School of Management del Instituto Tecnológico de Massachusetts (MIT).
En 2001, ya de regreso en su país, asumió como director ejecutivo de Home Store, división creada por el grupo tras la adquisición de la operación de la estadounidense de materiales para el hogar The Home Depot en Chile.
En 2006 reemplazó a Guillermo Agüero en la gerencia general corporativa de Sodimac, firma que se había fusionado con Falabella tres años antes y de la que desde 2005 era gerente general de su operación chilena.
A fines de 2012 fue nombrado en su actual cargo, cargó que dejó en 2018.
Casado con Bárbara Etcheberry Araos, es padre de seis hijos.
Siempre se ha identificado con los colores de la Universidad de Chile, tras el paso de su padre, Reinaldo Solari, por esta institución.